# Charles-André Vaucher
Charles-André Vaucher (* 25. August 1915 in Genf; † 13. März 1997 in Cologny, Kanton Genf) war ein Schweizer Ornithologe, Naturfotograf, Naturschützer und Sachbuchautor.

## Leben
Bereits in seiner Kindheit war Vaucher von der Beobachtung und dem Studium der Naturvorgänge fasziniert. 1925 verfasste er seine ersten ornithologischen Notizen. Angetrieben von zwei Freunden, beobachtete er Vögel in der Nähe von Genf, wobei er jede für ihn neue Art in seine Bücher eintrug. Die Ornithologie führte ihn schnell zur Erforschung von anderen Wirbeltieren und einigen Wirbellosen und schließlich zur Botanik, um die Nahrung der Pflanzenfresser und Beutegreifer bestimmen zu können. Als passionierter Ethologe war Vaucher Feldforscher und konzentrierte seine Beobachtungen auf das Verhalten von Tieren. Hauptberuflich Bauunternehmer, widmete sich Vaucher in seiner Freizeit der Jagd und der Naturfotografie. Er unternahm Reisen nach Europa (z. B. in den Nationalpark Coto de Doñana, in die Camargue und ins Donaudelta), nach Nordamerika, in den Nahen Osten sowie 35 Exkursionen nach Afrika. Vaucher veröffentlichte rund 30 Fotobände mit eigenen Texten, die meist im Eigenverlag erschienen und von ihm selbst finanziert wurden. Seine vier letzten Veröffentlichungen (1995–1996) befassen sich mit Wildtieren in Südafrika, mit dem Roten Meer und dem Toten Meer, mit Bären in Nordamerika sowie mit dem Mont Salève in der Nähe von Genf.
1988, im Alter von 73 Jahren, schrieb Vaucher an der Universität Nancy eine 500-seitige Doktorarbeit mit dem Titel Contribution à l'étude éco-éthologique du chamois, Rupicapra rupicapra, au Mont Salève (deutsch: Beitrag zum öko-ethologischen Studium der Gämse, Rupicapra rupicapra, am Mont Salève).
Vaucher war Mitglied im Stiftungsbeirat des WWF, Ausschussmitglied in zahlreichen nationalen und internationalen Organisationen sowie Ehrenmitglied im Schweizerischen Bund für Naturschutz (heute Pro Natura).

## Werke (Auswahl)
- Chamois, Editions de la Frégate, Genf 1944
- La vie sauvage en montagne, Eigenverlag, Genf 1946
- Chasseurs de chamois, Victor Attinger, Neuenburg 1950
- Die Jagd in der Schweiz, Genf 1952
- Oiseaux du marais, R. Kister, Genf 1953
- Oiseaux de mer, Delachaux & Niestlé, Neuenburg 1958
- Belauschte Natur, Verbandsdruckerei Bern, 1960
- La vie des oiseaux, Delachaux & Niestlé, Neuenburg 1961
- Jagd im Gebirge, Fretz & Wasmuth, Zürich 1962
- Vögel im Flug, Fretz & Wasmuth, Zürich 1964
- Schutz den Wildhühnern!, Naturforschende Gesellschaft, Schaffhausen 1966
- Wildes Andalusien. Coto Doñana, Fretz & Wasmuth, 1967
- Les échassiers, Delachaux & Niestlé 1967
- Nature sauvage dans l'est africain, Marguerat, Lausanne 1968
- Nakuru, See der Flamingos, WWF, Zürich 1972
- Vivantes Préalpes/Zauber der Voralpen, WWF, Zürich 1973
- Notes sur les vertébrés et les milieux naturels du delta du Danube et de la Dobroudja, Eigenverlag 1975
- Leben in Weiher, Ried und Moor, Schweizer Verlagshaus, Zürich 1976
- De la mer rouge à la mer morte, Editions Nicolas Junod, Genf 1995
- La vie sauvage d'Afrique australe, Eigenverlag 1995
- La vie sauvage dans les Alpes, Delachaux & Niestlé 1995
- Au pays des ours, Grandson 1996
- Salève sauvage, Editions Nicolas Junod, Genf 1996